# Yuliana Yaneva
Yuliana Vasileva Yaneva (en búlgaro: Юлиана Василева Янева; 2 de agosto de 1998) es una deportista búlgara que compite en lucha libre. Ganó cuatro medallas en el Campeonato Europeo de Lucha entre los años 2021 y 2024.

## Palmarés internacional
| Campeonato Europeo | Campeonato Europeo | Campeonato Europeo | Campeonato Europeo |
| Año                | Lugar              | Medalla            | Categoría          |
| ------------------ | ------------------ | ------------------ | ------------------ |
| 2021               | Varsovia (Polonia) | Medalla de plata   | 72 kg              |
| 2022               | Budapest (Hungría) | Medalla de bronce  | 72 kg              |
| 2023               | Zagreb (Croacia)   | Medalla de oro     | 68 kg              |
| 2024               | Bucarest (Rumania) | Medalla de bronce  | 72 kg              |